# 룬 팩토리 5
《룬 팩토리 5》는 마벨러스가 개발하고 배급한 롤플레잉 시뮬레이션 게임이다. 2012년 《룬 팩토리 4》 이후 발매된 《룬 팩토리》 시리즈 다섯 번째 작품이다. 2021년 5월 20일 일본에서 처음 출시됐으며, 이후 대한민국에서 세가가 배급해 2021년 9월 출시됐고 북미 및 유럽 지역에선 엑시드 게임스가 배급해 2022년 3월 출시됐다.

## 개발
《룬 팩토리 4》의 성공 후, 시리즈 프로듀서 하시모토 요시후미는 후속작 개발을 기대하고 있었다고 한다. 그러나 《룬 팩토리》 개발사 네버랜드가 2013년에 파산하자 시리즈의 전망이 불투명했다. 2014년, 마벨러스 AQL는 하시모토를 포함한 전 《룬 팩토리》 개발진을 고용해 《금기의 마그나》 개발에 착수했다고 발표했다. 2018년, 하시모토는 대표직을 내려놓고 마벨러스 산하의 개발사 하카마를 설립해 《룬 팩토리 4 스페셜》과 《룬 팩토리 5》 개발에 착수했다.
2019년 2월 《룬 팩토리 5》가 처음 발표됐다. 당시 2020년 내 발매를 예고했으나 이후 연기됐다. 2021년 5월 20일 일본에서 처음 발매됐으며, 북미와 유럽 지역에선 각각 2022년 3월 22일, 3월 25일에 출시됐다.
《룬 팩토리 5》에선 시리즈 최초로 동성 연애 및 결혼을 지원한다. 본래 일본판에서는 존재하지 않은 기능이었으나, 영어판 현지화 담당자들의 제안으로 추가됐으며 이후 업데이트로 일본판에도 이용가능해졌다.

## 반응
리뷰 애그리게이터 웹사이트 메타크리틱에 따르면 《룬 팩토리 5》는 "복합적 혹은 평균적인 평가"를 받았다. 주로 게임 내 전투 시스템을 포함한 게임플레이가 게임의 장점으로 꼽혔다. 반면 그래픽과 시리즈 요소에 대한 혁신 부재가 문제점으로 지적받았다.

### 성적
일본에서 발매 첫 주동안 실물 판매량이 10만 2853장을 기록했다.

## 참조

### 내용주
1. ↑  영어: Rune Factory 5, 일본어: ルーンファクトリー5